# ポール・コーボールド
ポール・コーボールド（Paul Corbould）は、イギリスの視覚効果スーパーバイザーである。『トゥモロー・ワールド』（2006年）、『キャプテン・アメリカ/ザ・ファースト・アベンジャー』（2011年）、『マイティ・ソー/ダーク・ワールド』（2013年）、『ガーディアンズ・オブ・ギャラクシー』（2014年）、『ドクター・ストレンジ』といったブロックバスター映画への参加で知られる。同じく視覚効果スタッフであるクリス・コーボールドとニール・コーボールドは兄弟である。

## 主なフィルモグラフィ

### 映画
- エレファント・マン The Elephant Man (1980)
- フランス軍中尉の女 The French Lieutenant's Woman (1981)
- スーパーマンIII Superman III (1983)
- ハンガー The Hunger (1983)
- アマデウス Amadeus (1984)
- パットン将軍 最後の日々 The Last Days of Patton (1986)
- オルランド Orlando (1992)
- パワー・オブ・ワン The Power of One (1992)
- 不滅の恋人 Immortal Beloved (1994)
- ピースメーカー The Peacemaker (1997)
- イベント・ホライゾン Event Horizon (1997)
- プライベート・ライアン Saving Private Ryan (1998)
- エントラップメント Entrapment (1999)
- グラディエーター Gladiator (2000)
- ブラックホーク・ダウン Black Hawk Down (2001)
- 007 ダイ・アナザー・デイ Die Another Day (2002)
- ウィンブルドン Wimbledon (2004)
- キング・アーサー King Arthur (2004)
- GOAL! Goal! The Dream Begins (2005)
- キングダム・オブ・ヘブン Kingdom of Heaven (2005)
- Vフォー・ヴェンデッタ V for Vendetta (2005)
- トゥモロー・ワールド Children of Men (2006)
- 1408号室 1408 (2007)
- インクハート/魔法の声 Inkheart (2008)
- ワールド・オブ・ライズ Body of Lies (2008)
- マンマ・ミーア! Mamma Mia! (2008)
- ウルフマン The Wolfman (2010)
- キャプテン・アメリカ/ザ・ファースト・アベンジャー Captain America: The First Avenger (2011)
- ジョン・カーター John Carter (2012)
- 007 スカイフォール Skyfall (2012)
- マイティ・ソー/ダーク・ワールド Thor: The Dark World (2013)
- 47RONIN 47 Ronin (2013)
- ガーディアンズ・オブ・ギャラクシー Guardians of the Galaxy (2014)
- アベンジャーズ/エイジ・オブ・ウルトロン Avengers: Age of Ultron (2015)
- ドクター・ストレンジ Doctor Strange (2016)

### テレビシリーズ
- バンド・オブ・ブラザース Band of Brothers (2001) 計2話参加
- ボルジア家 愛と欲望の教皇一族 The Borgias (2012) 計2話参加

## 受賞とノミネート
| 賞               | 年   | 部門           | 作品名                             | 結果       |
| ---------------- | ---- | -------------- | ---------------------------------- | ---------- |
| アカデミー賞     | 2014 | 視覚効果賞     | ガーディアンズ・オブ・ギャラクシー | ノミネート |
| アカデミー賞     | 2016 | 視覚効果賞     | ドクター・ストレンジ               | ノミネート |
| 英国アカデミー賞 | 2006 | 特殊視覚効果賞 | トゥモロー・ワールド               | ノミネート |
| 英国アカデミー賞 | 2014 | 特殊視覚効果賞 | ガーディアンズ・オブ・ギャラクシー | ノミネート |
| 英国アカデミー賞 | 2016 | 特殊視覚効果賞 | ドクター・ストレンジ               | ノミネート |